# Черијано (Варезе)
Черијано је насеље у Италији у округу Варезе, региону Ломбардија.
Према процени из 2011. у насељу је живело 46 становника. Насеље се налази на надморској висини од 300 м.